# Бахтыбаевский сельсовет
Бахтыбаевский сельсовет — муниципальное образование в Бирском районе Башкортостана.

## История
Согласно «Закону о границах, статусе и административных центрах муниципальных образований в Республике Башкортостан» имеет статус сельского поселения.
В 2008 году объединён с сельским поселением Баженовский сельсовет.
Закон Республики Башкортостан от 19.11.2008 N 49-з «Об изменениях в административно-территориальном устройстве Республики Башкортостан в связи с объединением отдельных сельсоветов и передачей населённых пунктов», ст.1 п. 11) гласит:

 "Внести следующие изменения в административно-территориальное устройство Республики Башкортостан:

объединить Бахтыбаевский и Баженовский сельсоветы с сохранением наименования «Бахтыбаевский» с административным центром в селе Бахтыбаево.
Включить сёла Баженово, Улеево, деревни Вязовский, Самосадка
Баженовского сельсовета в состав Бахтыбаевского сельсовета.

Утвердить границы Бахтыбаевского сельсовета согласно представленной схематической карте.

Исключить из учётных данных Баженовский сельсовет

## Население
| 2002  | 2009  | 2010  | 2012  | 2013  | 2014  | 2015  |
| ----- | ----- | ----- | ----- | ----- | ----- | ----- |
| 2257  | ↗2492 | ↘2336 | ↘2321 | ↘2306 | ↘2231 | ↘2167 |
| 2016  | 2017  |       |       |       |       |       |
| ↘2127 | ↘2094 |       |       |       |       |       |

## Состав сельского поселения
| № | Населённый пункт | Тип населённого пункта       | Население |
| - | ---------------- | ---------------------------- | --------- |
| 1 | Бахтыбаево       | село, административный центр | ↘887      |
| 2 | Новокульчубаево  | село                         | ↘607      |
| 3 | Баженово         | село                         | ↘569      |
| 4 | Вязовский        | деревня                      | →144      |
| 5 | Улеево           | село                         | →101      |
| 6 | Самосадка        | деревня                      | ↘28       |